# Membres de Pink Floyd
 (décembre 2018).
Si vous disposez d'ouvrages ou d'articles de référence ou si vous connaissez des sites web de qualité traitant du thème abordé ici, merci de compléter l'article en donnant les références utiles à sa vérifiabilité et en les liant à la section « Notes et références ».
Pink Floyd est un groupe musical britannique formé en 1964 par Syd Barrett au chant principal et à la guitare, Nick Mason à la batterie, Roger Waters à la basse et au chant et Richard Wright aux claviers et au chant. David Gilmour rejoint le groupe en 1967, peu avant le départ de Barrett.

## Auteurs compositeurs interprètes
Voici les auteurs, compositeurs et interprètes des principaux titres (ayant fait l'objet d'un single) des Pink Floyd,, :
| Année | Album                          | Titre                               | Auteur                                                     | Compositeur                                                | Interprète (voix principale) |
| ----- | ------------------------------ | ----------------------------------- | ---------------------------------------------------------- | ---------------------------------------------------------- | ---------------------------- |
| 1967  | -                              | Arnold Layne                        | Syd Barrett                                                | Syd Barrett                                                | Syd Barrett                  |
| 1967  | -                              | Candy and a Currant Bun             | Syd Barrett                                                | Syd Barrett                                                | Syd Barrett                  |
| 1967  | -                              | See Emily Play                      | Syd Barrett                                                | Syd Barrett                                                | Syd Barrett                  |
| 1967  | -                              | The Scarecrow                       | Syd Barrett                                                | Syd Barrett                                                | Syd Barrett                  |
| 1967  | -                              | Apples and Oranges                  | Syd Barrett                                                | Syd Barrett                                                | Syd Barrett                  |
| 1967  | The Piper at the Gates of Dawn | Flaming                             | Syd Barrett                                                | Syd Barrett                                                | Syd Barrett                  |
| 1967  | The Piper at the Gates of Dawn | The Gnome                           | Syd Barrett                                                | Syd Barrett                                                | Syd Barrett                  |
| 1967  | The Piper at the Gates of Dawn | Astronomy Domine                    | Syd Barrett                                                | Syd Barrett                                                | Syd Barrett                  |
| 1967  | -                              | Paintbox                            | Richard Wright                                             | Richard Wright                                             | Richard Wright               |
| 1968  | -                              | It Would Be So Nice                 | Richard Wright                                             | Richard Wright                                             | Richard Wright               |
| 1968  | -                              | Julia Dream                         | Roger Waters                                               | Roger Waters                                               | David Gilmour                |
| 1968  | A Saucerful of Secrets         | Let There Be More Light             | Roger Waters                                               | Roger Waters                                               | Roger Waters                 |
| 1968  | A Saucerful of Secrets         | Remember a Day                      | Richard Wright                                             | Richard Wright                                             | Richard Wright               |
| 1968  | -                              | Point Me at the Sky                 | Roger Waters / David Gilmour                               | Roger Waters / David Gilmour                               | Roger Waters / David Gilmour |
| 1968  | -                              | Careful with That Axe, Eugene       | David Gilmour / Roger Waters / Richard Wright / Nick Mason | David Gilmour / Roger Waters / Richard Wright / Nick Mason | Roger Waters / David Gilmour |
| 1971  | Meddle                         | One of These Days                   | David Gilmour / Roger Waters / Richard Wright / Nick Mason | David Gilmour / Roger Waters / Richard Wright / Nick Mason | Nick Mason                   |
| 1971  | Meddle                         | Fearless                            | Roger Waters / David Gilmour                               | Roger Waters / David Gilmour                               | David Gilmour                |
| 1972  | Obscured by Clouds             | Free Four                           | Roger Waters                                               | Roger Waters                                               | Roger Waters                 |
| 1972  | Obscured by Clouds             | Stay                                | Roger Waters / Richard Wright                              | Roger Waters / Richard Wright                              | Richard Wright               |
| 1973  | The Dark Side of the Moon      | Money                               | Roger Waters                                               | Roger Waters                                               | David Gilmour                |
| 1973  | The Dark Side of the Moon      | Any Colour You Like                 | David Gilmour / Nick Mason / Richard Wright                | David Gilmour / Nick Mason / Richard Wright                | -                            |
| 1973  | The Dark Side of the Moon      | Time                                | Roger Waters                                               | Roger Waters                                               | David Gilmour                |
| 1973  | The Dark Side of the Moon      | Us and Them                         | Roger Waters                                               | Richard Wright                                             | David Gilmour                |
| 1975  | Wish You Were Here             | Have a Cigar                        | Roger Waters                                               | Roger Waters                                               | Roy Harper                   |
| 1975  | Wish You Were Here             | Wish You Were Here                  | Roger Waters / David Gilmour                               | Roger Waters / David Gilmour                               | David Gilmour                |
| 1975  | Wish You Were Here             | Welcome to the Machine              | Roger Waters                                               | Roger Waters                                               | David Gilmour                |
| 1979  | The Wall                       | Another Brick in the Wall (Part II) | Roger Waters                                               | Roger Waters                                               | Roger Waters                 |
| 1979  | The Wall                       | One of My Turns                     | Roger Waters                                               | Roger Waters                                               | Roger Waters                 |
| 1979  | The Wall                       | Run Like Hell                       | Roger Waters / David Gilmour                               | Roger Waters / David Gilmour                               | Roger Waters                 |
| 1979  | The Wall                       | Don't Leave Me Now                  | Roger Waters                                               | Roger Waters                                               | Roger Waters                 |
| 1979  | The Wall                       | Comfortably Numb                    | Roger Waters                                               | David Gilmour                                              | Roger Waters / David Gilmour |
| 1979  | The Wall                       | Hey You                             | Roger Waters                                               | Roger Waters                                               | Roger Waters                 |
| 1983  | The Final Cut                  | When the Tigers Broke Free          | Roger Waters                                               | Roger Waters                                               | Roger Waters                 |
| 1983  | The Final Cut                  | Bring the Boys Back Home            | Roger Waters                                               | Roger Waters                                               | Roger Waters                 |
| 1983  | The Final Cut                  | Not Now John                        | Roger Waters                                               | Roger Waters                                               | Roger Waters / David Gilmour |
| 1983  | The Final Cut                  | The Hero's Return (Parts 1 & 2)     | Roger Waters                                               | Roger Waters                                               | Roger Waters                 |
| 1987  | A Momentary Lapse of Reason    | Learning to Fly                     | David Gilmour / Anthony Moore / Bob Ezrin / Jon Carin      | David Gilmour / Anthony Moore / Bob Ezrin / Jon Carin      | David Gilmour                |
| 1987  | A Momentary Lapse of Reason    | One Slip                            | David Gilmour / Phil Manzanera                             | David Gilmour / Phil Manzanera                             | David Gilmour                |
| 1987  | A Momentary Lapse of Reason    | On the Turning Away                 | David Gilmour / Anthony Moore                              | David Gilmour / Anthony Moore                              | David Gilmour                |
| 1987  | A Momentary Lapse of Reason    | Terminal Frost                      | David Gilmour                                              | David Gilmour                                              | -                            |
| 1987  | A Momentary Lapse of Reason    | The Dogs of War                     | David Gilmour / Anthony Moore                              | David Gilmour / Anthony Moore                              | David Gilmour                |
| 1994  | The Division Bell              | Take It Back                        | David Gilmour / Polly Samson / Nick Laird-Clowes           | David Gilmour / Bob Ezrin                                  | David Gilmour                |
| 1994  | The Division Bell              | High Hopes                          | David Gilmour / Polly Samson                               | David Gilmour / Bob Ezrin                                  | David Gilmour                |
| 1994  | The Division Bell              | Keep Talking                        | David Gilmour / Polly Samson / Richard Wright              | David Gilmour / Polly Samson / Richard Wright              | David Gilmour                |
| 1995  | Pulse                          | Coming Back to Life                 | David Gilmour                                              | David Gilmour                                              | David Gilmour                |
| 2014  | The Endless River              | Louder than Words                   | David Gilmour / Polly Samson                               | David Gilmour                                              | David Gilmour                |
| 2022  | -                              | Hey Hey Rise Up                     | David Gilmour/ Andriy Khlyvnyuk / Stepan Charnetskii       | David Gilmour/ Andriy Khlyvnyuk / Stepan Charnetskii       | Andriy Khlyvnyuk             |